# Hawkinsville
Hawkinsville é uma cidade localizada no estado americano de Geórgia, no Condado de Pulaski.

## Demografia
Segundo o censo americano de 2000, a sua população era de 3280 habitantes.
Em 2006, foi estimada uma população de 4293, um aumento de 1013 (30.9%).

## Geografia
De acordo com o United States Census Bureau tem uma área de 11,6 km², dos quais 11,4 km² cobertos por terra e 0,2 km² cobertos por água. Hawkinsville localiza-se a aproximadamente 97 m acima do nível do mar.

## Localidades na vizinhança
O diagrama seguinte representa as localidades num raio de 32 km ao redor de Hawkinsville.